# مسافران شهر
مسافران شهر مجموعهٔ تلویزیونی اپیزودی است به کارگردانی سیروس حسن‌پور و احمد معظمی و تهیه‌کنندگی پرویز امیری که از ۱۴ فروردین ۱۴۰۱ به مناسبت ماه رمضان از شبکهٔ پنج پخش شد.

## داستان
مجموعه مسافران شهر نگاهی ویژه به رزمندگان دوران ۸ سال جنگ ایران و عراق دارد و به صورت اپیزودی طراحی شده‌است. هر اپیزود حول یک شخصیت اصلی و با داستانی متفاوت در چند قسمت طراحی شده که البته یک خط داستانی مشترک، همه اپیزودها را به هم مرتبط کرده‌است.

## بازیگران
اپیزود اول: به کارگردانی: سیروس حسن‌پور
- حمیدرضا محمدی
- حبیب دهقان‌نسب
- زهره نعیمی
- ویدا جوان
- شهرام قائدی
- آشا محرابی
- نسرین بابایی
- محمدهادی عطایی
- شاپور کلهر
- خیام وقار
- حسین عابدینی
- نیلوفر شهیدی
- هدایت‌الله سجادی
- رضا ریاحی
- حامد احمدجو

اپیزود دوم: به کارگردانی: سیروس حسن‌پور
- حمیدرضا محمدی
- اسماعیل محرابی
- پوراندخت مهیمن
- شهرزاد کمال‌زاده
- زهره نعیمی
- ویدا جوان
- رسول نجفیان
- شاپور کلهر
- حامد احمدجو
- رضا درگزی
- فریبا ترکاشوند
- نبی‌الله پیرهادی
- آیلین جاهد

اپیزود سوم «قصهٔ ابراهیم»: به کارگردانی: احمد معظمی
- داریوش فرهنگ
- فریبا کوثری
- محسن قصابیان
- آرین اویسی
- اصغر نقی‌زاده
- نسرین نکیسا
- مهدی میامی
- مسعود مهدوی
- مریم شریف‌زاده
- سروناز میرآییز
- مهرداد رضوانی
- مسعود محمودی
- حسین آرین‌فر
- مهتا ترابی

اپیزود چهارم «خسیس»: به کارگردانی: سیروس حسن‌پور
- فرهاد آئیش
- کیوان ساکت اف
- مائده طهماسبی
- سهند جاهدی
- مینا نوروزی
- سارا باقری
- محمد شاکری
- گلبرگ طهران‌زاد
- آرمین مهدی‌لو
- سارا احمدی
- ایلیا لطفی‌نسب